# روداب الوسط (غرمسار كرمان)
روداب الوسط (بالفارسية: روداب وسطی) هي منطقة سكنية تقع في إيران في قسم غرمسار الریفي. يقدر عدد سكانها بـ 349 نسمة بحسب إحصاء 2016.